# Antonio Ameal Pereyra
Antonio Ameal Pereyra (Buenos Aires, 17 de junio de 1893 — ?) fue un futbolista argentino que se desempeñaba como delantero y como  centrocampista izquierdo.

## Trayectoria
Se unió a River Plate en 1909; en donde se mantuvo más de diez años, participando en la primera temporada del club en la máxima categoría.
El 24 de agosto de 1913 marcó el gol del provisional 2-0 en el primer Superclásico oficial de la historia, que ganó 2-1 su equipo. En 1914 integrante del plantel que ganó la Copa de Competencia Jockey Club.
En 1922 disputó dos encuentros de la Copa Campeonato para Boca Juniors.

### Selección nacional
Jugó un partido con la selección argentina en 1912.

## Clubes
| Club         | País      | Año         |
| ------------ | --------- | ----------- |
| River Plate  | Argentina | 1909 - 1921 |
| Boca Juniors | Argentina | 1922        |

## Palmarés
| Título              | Club        | País      | Año  |
| ------------------- | ----------- | --------- | ---- |
| Copa de Competencia | River Plate | Argentina | 1914 |